# Welrod
Welrod — безшумний пістолет з ручною перезарядкою, розроблений в 1942 році у Великій Британії для озброєння спецслужб, розвідувально-диверсійних, повітряно-десантних підрозділів і груп руху опору на окупованій території країн Західної Європи в роки Другої світової війни.

## Історія винайдення
Безшумний пістолет Welrod був розроблений в роки Другої світової війни співробітниками британської секретної служби Special Operations Executive (SOE), що відповідала за проведення розвідувальних і диверсійних операцій в тилу ворога, а також за підтримку антигітлерівських сил опору в окупованих Німеччиною країнах.
Використання звичайної зброї (традиційних пістолетів) з глушником у подібних операціях було неприйнятним через шум, який створювали рухомі частини зброї (затвор) при автоматичному перезаряджанні після кожного пострілу, а тому було вирішено розробити практично повністю безшумну зброю з ручним перезаряджанням.
Перші прототипи такої зброї під набої 7,65×17 мм і 9×19 мм Парабелум з'явилися в другій половині 1942 року, а серійне виробництво пістолетів калібру 7,65 мм (.32 ACP) було розгорнуто в кінці 1943 року на заводі англійської компанії Birmingham Small Arms Company.
Передбачається, що в протягом 1944 року для потреб SOE було випущено не менше 14 000 7,65 мм безшумних пістолетів Welrod Mk.II.
З досвіду використання цієї зброї бійцями SAS та інших підрозділів спеціального призначення було висунуто вимогу про випуск потужнішої зброї. Проте ця вимога була задоволена лише наприкінці 1944 року з запуском в серію 9-мм пістолета Welrod Mk.I.
Крім магазинних пістолетів, було також розроблено однозарядний стріляючий пристрій Sleeve Gun калібру 7,65 мм, який мав вигляд товстого циліндра зі спусковою кнопкою біля одного торця. Цю зброю передбачалося використовувати для вбивства «впритул» високопоставлених чинів Вермахту та інших окупаційних сил, при цьому сама зброя ховалася в рукаві стрільця.
Після війни пістолети лінійки Welrod ще тривалий час залишалися в арсеналах британських спецслужб і військ спеціального призначення. За наявними даними, 9 мм. безшумні пістолети Welrod Mk.I використовувалися бійцями SAS в ході війни в Перській затоці в 1991 році.

## Механізм
Безшумний пістолет Welrod Mk.II — це магазинна зброя з ручною перезарядкою. Замикання ствола здійснюється поворотним затвором з двома бойовими упорами. Рух затвора контролюється вручну, за допомогою насічної втулки, розташованої в задній частині циліндричної ствольної коробки зброї. Передня частина ствольної коробки служить корпусом інтегрованого глушника, усередині якого між металевими перегородками розташовані гумові сепаратори. При кожному пострілі куля повинна пробивати сепаратори наскрізь, через що термін служби їх комплекту обчислюється не більш ніж 15 пострілами, потім ефективність глушника різко знижується. Проте враховуючи методи використання пістолетів Welrod, що використовуються для однієї операції, цього, як правило, було більш ніж достатньо, а в спокійних умовах комплект сепараторів можна було замінити після розбирання глушника. Живлення патронами здійснювалося з відокремлених коробчатих магазинів, що служили також і рукояткою для утримання зброї (для чого на магазин в нижній його частині надягався гумовий кожух). Ударно-спусковий механізм одинарної дії, ударниковий, в тильній частині приймача магазина розташований автоматичний запобіжник, що виключався стріляючою рукою при правильному утриманні зброї. Прицільні пристосування фіксовані з люмінісценцією.
Безшумний пістолет Welrod Mk.I крім калібру відрізнявся від попередника Mk.II від'ємною (для зберігання і носіння) передньою частиною глушника, а також наявністю спускової скоби і неавтоматичного запобіжника на додаток до автоматичного на рукоятці.